# GA Smart Building
GA Smart Building est une entreprise française de conception, construction, promotion et gestion immobilière dans les secteurs tertiaire et résidentiel, qui possède huit usines, dont 3 Ossabois, en France.
En 2021, son chiffre d'affaires est de 200 millions d'euros. Elle est dans le top 20 du classement des promoteurs immobiliers français, via son entité GA Promotion.

## Histoire
L'entreprise est créée en 1875.
Les salariés possèdent 20 % du capital de l'entreprise en 2006 puis, en 2007, 40 % du capital de l'entreprise. Dix ans plus tard, c'est 60 % du capital qui est détenu par les salariés.
GA Smart Building rachète en 2018 la société Ossabois, spécialisée dans la construction en bois.
En 2022, GA Smart Building entre sur le marché de l’immobilier résidentiel avec sa nouvelle marque de logements bas carbone Rooj by GA.

## Principales réalisations
- Campus Thales à Bordeaux[10], à Mérignac, qui accueille 2 600 salariés dans 60 000 m2 de bureaux, sur 16 hectares. Réalisé en BIM, il a été primé aux Tekla BIM Awards 2016[11] et a reçu le Prix Campus aux SIMI Awards 2016[12].
- Agua, le siège social de GA Smart Building à Toulouse, labellisé Bepos-Effinergie[13]. L'immeuble a reçu le prix international Smart Building aux Green Building Solutions Awards 2016 de Construction21, remis à l'occasion de la COP 22 à Marrakech.
- Bâtiment Alten, à Toulouse, Clé d'Or en Midi Pyrénées et Clé de Bronze nationale 2013[14].
- Siège social du groupe Chèque Déjeuner, à Gennevilliers[15]. Dessiné par Art & Build Architectes, le bâtiment est lauréat des MIPIM Awards 2011[16].
- Pôle tertiaire de General Electric, à Blagnac, dont le bâtiment Auriga est occupé par EADS[17].
- Luminem, le siège social de la Caisse centrale de la mutualité sociale agricole à Bobigny (18 000 m2, livré en 2017) réalisé en co-promotion avec BNP Paribas Immobilier, dessiné par l'agence Leclercq & Associés[18].
- La Cité Universelle à Paris, porte de Pantin. Dessiné par Baumschlager Eberle Architekten et Studio Montazami, le projet est lauréat de l’appel à projets innovants « réinventer Paris II » lancé par la Mairie de Paris[19]
- Gardens, le siège social du Groupe Up, à Gennevilliers (15 400 m2, livré en 2023) dessiné par l’Atelier Tom Sheehan et Partenaires et réalisé en co-promotion avec BNP Paribas Immobilier[20],[21].
- Irrigo à Bobigny (16 400 m2) dessiné par Leclercq Associés et réalisé en co-promotion avec BNP Paribas Real Estate[22]

## Enseignement
Dans le cadre d'une convention de mécénat, l'INSA Toulouse et GA Smart Building ont créé, le 28 novembre 2016, la Chaire Innovation et Construction, portée par la Fondation INSA Toulouse. Elle comprend un programme de recherche Impression 3D et matériaux cimentaires, un programme Open Innovation, et un programme accompagnement de la spécialité Génie civil pour favoriser le développement de la compétence Building Information Modeling (BIM).
La première action développée par cette Chaire est un MOOC sur le BIM lancé le 16 janvier 2018.

## Chiffres clés
- 700 salariés en 2022[25]
- 200 millions d'euros de chiffre d'affaires en 2021[2]

| Année              | 2013 | 2014 | 2015 | 2016 | 2017 | 2018 | 2019 | 2020 | 2021 |
| ------------------ | ---- | ---- | ---- | ---- | ---- | ---- | ---- | ---- | ---- |
| Chiffre d'affaires | 135  | 130  | 170  | 230  | 200  | 293  | 308  | 221  | 200  |

## Gouvernance
Le Groupe GA est dirigé par : 
- Sébastien Matty[32], Président
- Frédéric Celdran, DG Adjoint pôle promotion
- Kader Guettou, DG Adjoint pôle entreprise
- Bertrand Bousquet, DG Adjoint pôle industrie
- François Minck, DG Ajoint pôle ingénierie
- Laurent Taffet, DAF
- Aurélien Ngangue, Directeur Délégué du pole commerciale et développement
- Maëlle Couvreux, Directrice administrative et financière[33]
- Sophie Meynet, Directrice générale de GA Promotion Immobilier Résidentiel[34]
- Elodie Le Breton, Directrice communication, marketing et stratégie durable [35]
- Frédéric Burnier, Directeur Général du Pôle Ingénierie[36]